# Campeonato Africano de Atletismo de 2024 - Lançamento de disco feminino
A prova do lançamento de disco feminino do Campeonato Africano de Atletismo de 2024 foi disputada no dia 21 de junho, no Estádio de Japoma, em Duala, nos Camarões.

## Recordes
Antes desta competição, os recordes mundiais e do campeonato nesta prova eram os seguintes:
|                       | Nome             | Nacionalidade     | Distância | Local          | Data                 |
| --------------------- | ---------------- | ----------------- | --------- | -------------- | -------------------- |
| Recorde mundial       | Gabriele Reinsch | Alemanha Oriental | 76m 80cm  | Neubrandenburg | 9 de julho de 1988   |
| Recorde do campeonato | Chinwe Okoro     | Nigéria           | 59m 79cm  | Marraquexe     | 12 de agosto de 2014 |
| Recorde africano      | Chioma Onyekwere | Nigéria           | 64m 96cm  | Ramona         | 14 de abril de 2023  |

## Medalhistas
| Ouro                | Prata                  | Bronze                 |
| Ashley Anumba (NGR) | Obiageri Amaechi (NGR) | Chioma Onyekwere (NGR) |

## Cronograma
Todos os horários são locais (UTC+1).
| Data        | Hora  | Evento |
| ----------- | ----- | ------ |
| 21 de junho | 16:50 | Final  |

## Resultado final
A final ocorreu dia 21 de junho às 16:50.
| Posição           | Atleta                   | Nacionalidade                  | #1    | #2    | #3    | #4    | #5    | #6    | Resultado | Notas |
| ----------------- | ------------------------ | ------------------------------ | ----- | ----- | ----- | ----- | ----- | ----- | --------- | ----- |
| Medalha de ouro   | Ashley Anumba            | Nigéria                        | x     | 55.30 | 59.01 | 57.61 | 56.07 | 59.30 | 59.30     |       |
| Medalha de prata  | Obiageri Amaechi         | Nigéria                        | 54.55 | 55.73 | 58.80 | 54.80 | 55.33 | 56.57 | 58.80     |       |
| Medalha de bronze | Chioma Onyekwere         | Nigéria                        | 54.30 | 55.40 | 54.50 | 57.93 | x     | x     | 57.93     |       |
| 4                 | Nora Monie               | Camarões                       | 55.95 | x     | 55.60 | 55.10 | x     | 56.95 | 56.95     |       |
| 5                 | Yelena Mokoka            | República Democrática do Congo | 51.23 | x     | x     | x     | 56.71 | 52.23 | 56.71     | DSQ   |
| 5                 | Colette Uys              | África do Sul                  | x     | 51.30 | 49.98 | 51.39 | 53.90 | 55.55 | 55.55     |       |
| 6                 | Yolandi Stander          | África do Sul                  | 53.75 | x     | 47.55 | 52.70 | 53.34 | 53.20 | 53.75     |       |
| 7                 | Jihane Mrabet            | Marrocos                       | 35.96 | 45.95 | 48.38 | 46.26 | x     | 45.62 | 48.38     |       |
| 8                 | Caroline Cherotich       | Quênia                         | x     | x     | 47.36 |       |       |       | 47.36     |       |
| 9                 | Alicia Khunou            | África do Sul                  | 47.30 | 46.50 | 46.64 |       |       |       | 47.30     |       |
| 10                | Roselyn Nyachama Rakamba | Quênia                         | 46.50 | 44.30 | 44.93 |       |       |       | 46.50     |       |
| 11                | Rejoice Agbewodie        | Gana                           | 46.38 | 44.73 | x     |       |       |       | 46.38     |       |
| 12                | Alemitu Teklesilassie    | Etiópia                        | 42.05 | 40.53 | 39.86 |       |       |       | 42.05     |       |
| 13                | Nassira Koné             | Mali                           | 38.55 | x     | 39.83 |       |       |       | 39.83     |       |
| 14                | Yenesew Yaregal          | Etiópia                        | 38.90 | 39.45 | 39.38 |       |       |       | 39.45     |       |
| 15                | Merhawit Tsehaye         | Etiópia                        | 38.00 | 37.23 | x     |       |       |       | 38.00     |       |

Legenda
| Recorde mundial       | Recorde mundial (World record)               |                       | Recorde africano                      | Recorde africano (African) |                                           | Q | Classificado por posição (Qualified) |
| Recorde do campeonato | Recorde do campeonato (Championship record)  | Recorde da América    | Recorde da América (Americas)         | q                          | Classificado por melhor tempo (Qualified) |   |                                      |
| Melhor marca do ano   | Melhor marca do ano (World leading)          | Recorde asiático      | Recorde asiático (Asian)              | DNS                        | Não largou (Did not start)                |   |                                      |
| Recorde nacional      | Recorde nacional (National record)           | Recorde europeu       | Recorde europeu (European)            | DNF                        | Não terminou (Did not finish)             |   |                                      |
| Recorde pessoal       | Recorde pessoal do atleta (Personal best)    | Recorde da Oceania    | Recorde da Oceania (Oceania)          | DSQ / DQ                   | Desclassificado (Disqualified)            |   |                                      |
| Recorde da temporada  | Recorde da temporada do atleta (Season best) | Recorde sul-americano | Recorde sul-americano (South America) | NM                         | Sem marca (No mark)                       |   |                                      |